# Крусанов, Андрей Васильевич
Андре́й Васи́льевич Круса́нов (род. 31 января 1958) — советский и российский литературовед, историк искусства. Исследователь русского авангарда. Лауреат премии Андрея Белого в номинации «Гуманитарные исследования» (1997).

## Биография
Андрей Крусанов родился 31 января 1958 года.
Окончил Ленинградский технологический институт.
В 1996 году издательство «Новое литературное обозрение» выпустило первый том капитального труда Андрея Крусанова «Русский авангард», посвященная периоду 1907—1917 гг., объемом около 300 стр. В 2003 г. НЛО издало второй том в двух книгах — объем первой составил 800 стр., второй — 600, том был посвящен авангардной пятилетке 1917—1921 гг..

### Семья
- Брат — Павел Васильевич Крусанов (р. 1961), российский писатель, редактор.

## Премии
- Премия Андрея Белого в номинации «Гуманитарные исследования» (1997)[2]
- Международная отметина имени отца русского футуризма Давида Бурлюка[3]